# I'm Legit
"I'm Legit" é uma canção da rapper trinidiana Nicki Minaj com a cantora americana Ciara do álbum Pink Friday: Roman Reloaded – The Re-Up (2012), que por sua vez é um relançamento do álbum Pink Friday: Roman Reloaded, também de 2012. A faixa foi divulgada on-line em 16 de novembro de 2012  e foi lançado oficialmente em 19 de novembro de 2012. A canção foi escrita por Onika Maraj, , Ester Dean, Melvin Hough II, Keith Thomas, Rivelino Raoul Wouter , e produzido por Mel & Mus

## Antecedentes
Em 29 de novembro, Minaj abriu uma enquete para determinar por meio dos fãs a canção que deveria ser o próximo single do álbum. "I'm Legit" venceu a enquete com a maioria dos votos, enquanto "High School" ficou em segundo lugar, seguido por "Up In Flames" em terceiro, "Hell Yeah" em quarto, e "I Endorse These Strippers", em quinto.   Apesar de "I'm Legit" ter tido a maioria dos votos e vencido a enquete, ela decidiu selecionar "High School" como o próximo single do álbum, e terceiro single geral.

## Posições nas paradas musicais
| Tabela musical (2012)          | Melhor posição |
| ------------------------------ | -------------- |
| Reino Unido - UK R&B Chart     | 14             |
| Reino Unido - UK Singles Chart | 97             |